# Contrato definitivo
El contrato definitivo es aquel mediante el cual se plasma en definitiva la relación jurídica querida por las partes. En ese sentido, el contrato definitivo se opone al contrato preparatorio, que sólo prefigura una relación jurídica que desembocará en el contrato definitivo propiamente tal.
El que un contrato sea definitivo, sólo lo será en relación con un eventual contrato preparatorio. Por ejemplo, una compraventa será definitiva sólo respecto de una eventual y anterior contrato de promesa de compraventa. Si no existió dicho contrato preparatorio, la compraventa misma sigue siendo definitiva, pero desde luego que la clasificación carece de sentido.
También la calidad de definitivo que pueda tener un contrato, no quiere decir que en el futuro las condiciones de dicho contrato no puedan ser modificadas, por ejemplo, por novación o resciliación. El carácter definitivo emana del hecho de que si las partes desean mantener las condiciones de la relación jurídica, no necesitan realizar un nuevo contrato para asegurar estas.